# Shimmer (singolo)
Shimmer è un singolo del gruppo musicale statunitense Fuel, pubblicato il 25 agosto 1998 come primo estratto dal primo album in studio Sunburn.